# 原良枝
原 良枝（はら よしえ（本名：小林 良枝、旧姓：原）、1958年 - ）は、日本のフリーアナウンサー、甲南女子大学文学部日本語日本文化学科専任講師、関東学院大学非常勤講師。早稲田大学国際言語文化研究所招聘研究員。神奈川大学国際日本学部国際文化交流学科特任教授。朗読家。博士（学術）。

## 来歴
- 神奈川県横浜市出身[5]。
- 横浜国立大学教育学部附属鎌倉中学校、神奈川県立光陵高等学校[4]、國學院大學文学部文学科卒業後、1982年テレビ神奈川にアナウンサーとして入社[5]。
- 1994年退社後はフリー。
- 現在、国や自治体が主催するシンポジウムのコーディネーターの他、「ことばの力」をテーマにした講演を学校などで行うとともに、神奈川県内の公立中学校の国語科教職員を対象に、朗読研修講師も務めている。また、アロマテラピーアドバイザーとしても活動[5]。早稲田大学大学院社会科学研究科博士後期課程指導終了（テーマは「朗読に関する考察〜声が語るもの〜」）[2][1]。
- 専門は音声言語教育論、メディア論、コミュニケーション論。[1]

### 趣味
- 読書（純文学、詩、サスペンスなど多読）、映画鑑賞（年間80本）、格闘技観戦、麻雀。[2]

### 特技・資格
- 教員免許（国語）、華道（未生流師範）、社会教育主事補取得。[2]

## 担当

### テレビ神奈川（tvk）時代
- TVグラフィックおしゃべりトマト（木曜→火曜MC　1983.4～？、1995.9.29の最終回にVTR出演）[2]
- TVグラフィック42番街[6][要文献特定詳細情報]（隔週アシスタント　1985.9～1987）
- YOKOHAMAベイサイドスタジオ（司会）
- tvkニュース・天気（当初は天気担当、後にシフトでニュース）
- かながわTODAY（キャスター）[2]
- すこやかファミリー（司会）[2]
- 経済エクスプレス（キャスター）[2]
- 大洋ホエールズのスポットCM[7][信頼性要検証]

### フリー
- 新春女優対談（NHK BS、司会）
- 全国海づくり大会レセプション（天皇・皇后列席、MC）
- 神奈川ふれあいミーティング（MC）
- ダ・カーポ コンサート（朗読・MC）

## 著書[1]
- 『声の文化史―音声読書としての朗読―』(成文堂)
- 『彼女の場合 神奈川・文学のヒロイン紀行』(かまくら春秋社、2006年1月5日)ISBN 4-7740-0315-8 - 「おしゃべりトマト」で自ら企画より担当したコーナーが元になっている。
- 共著『国際化の中の言葉と文化』(成文堂)
- 共著『比較文化のすすめ』(成文堂)
- 共訳『T.S エリオット―文化の定義のための覚書』(中央公論新社)